# Jerzy Jodłowski

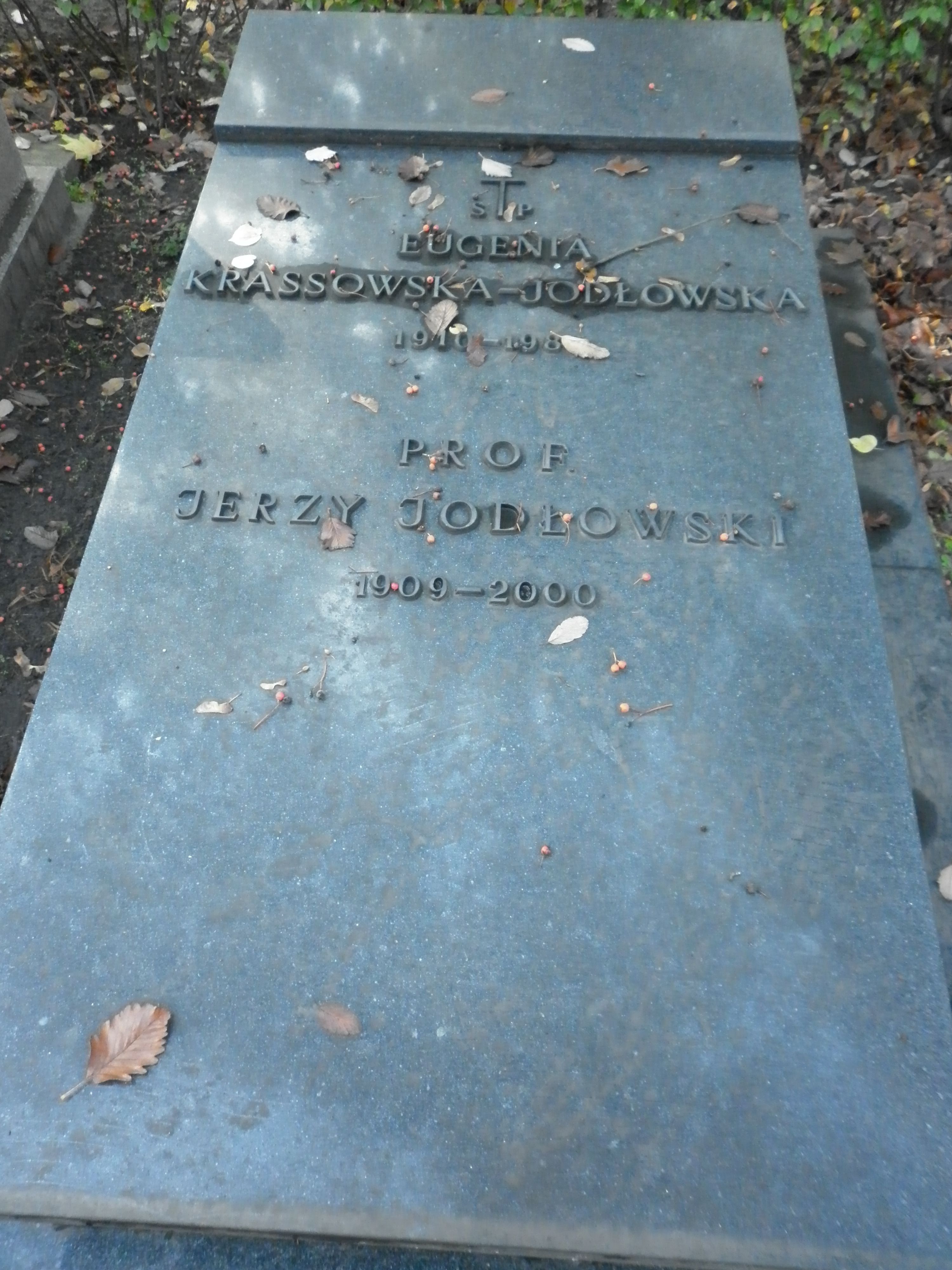
Grób Jerzego Jodłowskiego na Wojskowych Powązkach

Jerzy Jodłowski (ur. 18 czerwca 1909 w Warszawie, zm. 16 sierpnia 2000 tamże) – polski prawnik i polityk, sędzia Sądu Najwyższego, dziekan Wydziału Prawa Uniwersytetu Warszawskiego. Poseł do Krajowej Rady Narodowej, na Sejm Ustawodawczy oraz na Sejm PRL I, II, III kadencji, wicemarszałek Sejmu II kadencji.

## Życiorys
Syn Augusta i Zofii. Ukończył studia prawnicze na Uniwersytecie Warszawskim w 1931. W czasie studiów był działaczem Związku Niezależnej Młodzieży Socjalistycznej, następnie zaś Związku Niezależnej Młodzieży Socjalistycznej-Lewicy. Po uzyskaniu aplikacji pracował w latach 1937–1944 jako adwokat. W 1938 współzakładał Demokratyczny Związek Adwokatów Polskich. W czasie II wojny światowej wykładał na tajnych kompletach uniwersyteckich, był również zatrudniony w Zakładzie Ubezpieczeń Społecznych. W 1944 uczestniczył w powstaniu warszawskim, następnie zaś był więźniem obozów koncentracyjnych Groß-Rosen i Mauthausen-Gusen.
Po wojnie pracował jako dyrektor departamentu w Ministerstwie Sprawiedliwości (1945–1949), a w latach 1949–1967 był sędzią Sądu Najwyższego. Od 1947 do 1950 zastępca profesora Uniwersytetu Łódzkiego, a od 1951 profesor postępowania cywilnego na Uniwersytecie Warszawskim. W latach 1961–1965 dziekan Wydziału Prawa i Administracji UW.
Od 1945 należał do Stronnictwa Demokratycznego. W Centralnym Komitecie SD był kierownikiem wydziału propagandy (od 1947), a także członkiem CK (od 1945), członkiem prezydium (1954–1958), członkiem komitetu politycznego CK (1947–1954), a także wiceprzewodniczącym (1956–1958).
Pełnił mandat poselski w Krajowej Radzie Narodowej, w Sejmie Ustawodawczym oraz w Sejmie PRL I, II, III kadencji – w latach 1952–1956 był przewodniczącym Komisji Spraw Ustawodawczych, w latach 1957–1965 przewodniczącym Komisji Wymiaru Sprawiedliwości, a w latach 1957–1961 wicemarszałkiem i przewodniczącym Klubu Poselskiego SD.
Od 1956 przewodniczył Komisji ds. Reformy Sprawa Cywilnego. Był współtwórcą kodeksu postępowania cywilnego z 1964. W latach 1986–1988 przewodniczący Komisji ds. Reformy Prawa Cywilnego.
W latach 1949–1959 – przewodniczący Zarządu Głównego Zrzeszenia Prawników Polskich. Od 1951 do 1960 był wiceprzewodniczącym Międzynarodowego Stowarzyszenia Prawników Demokratów. Działał społecznie, przez szereg lat był przewodniczącym Towarzystwa Przyjaźni Polsko-Fińskiej oraz członkiem Rady Naczelnej Związku Bojowników o Wolność i Demokrację.
Znany również jako wybitny specjalista międzynarodowego postępowania cywilnego. Wykładał m.in. w Haskiej Akademii Prawa Międzynarodowego (Les conventions relatives à la prorogation et à la dérogation à la compétence internationale en matière civile) (1974).
Opublikował m.in. Postępowanie cywilne – część ogólna (1958, wspólnie z Władysławem Siedleckim); Postępowanie cywilne (1979, wspólnie ze Zbigniewem Resichem). Jego uczniami są m.in. profesor Tadeusz Ereciński oraz Jan Ciszewski – dyrektor Departamentu Współpracy Międzynarodowej i Prawa Europejskiego Ministerstwa Sprawiedliwości. Pochowany na Cmentarzu Wojskowym na Powązkach w Warszawie (kwatera B31-tuje-1).

## Życie prywatne
Trzykrotnie żonaty, m.in. z Eugenią Krassowską, a po jej śmierci z prof. Teresą Misiuk.

## Odznaczenia i wyróżnienia
- Doktorat honoris causa Université de Bourgogne (1965)
- Krzyż Komandorski z Gwiazdą Orderu Odrodzenia Polski (1959)[2]
- Krzyż Oficerski Orderu Odrodzenia Polski (1954)[3]
- Medal 10-lecia Polski Ludowej[4]
- Medal 30-lecia Polski Ludowej
- Medal 40-lecia Polski Ludowej
- Medal "20-lecia Światowej Rady Pokoju"[5]
- Pamiątkowy Medal z okazji 40 rocznicy powstania Krajowej Rady Narodowej[6]
- Medal pamiątkowy XXX-lecia Międzynarodowego Zrzeszenia Prawników Demokratów (1977)[7]
- Krzyż Komandorski Orderu Białej Róży Finlandii
- Tytuł honorowego członka Zrzeszenia Prawników Polskich (1972)[8]